# Портрет Гвидобальдо да Монтефельтро
Портрет Гвидобальдо да Монтефельтро (итал. Ritratto di Guidobaldo da Montefeltro) — портрет урбинского герцога Гвидобальдо да Монтефельтро, написанный Рафаэлем Санти около 1506 года.

## История
Портрет Гвидобальдо написан в пандан другой картине Рафаэля, созданной примерно в то же время — «Портрету Елизаветы Гонзага» (жены герцога). Первое достоверное упоминание портрета относят к 1623 году; кроме того, считается, что о нём говорит Пьетро Бембо в письме к кардиналу Биббиенне от 19 апреля 1510 года.
Портрет Гвидобальдо да Монтефельтро хранился в герцогском дворце в Урбино, а затем — в Пезаро. В 1631 году картину перевезли во Флоренцию как часть художественного собрания герцогов Урбинских, ставшего наследством Виттории делла Ровере — жены Фердинандо Медичи и дочери последнего герцога Урбино.
Ранее авторство портрета приписывалось другим художникам, например Франческо Франча, но в начале XX века он был идентифицирован как творение Рафаэля Санти.

## Композиция
Гвидобальдо Монтефельтро изображён прямо по центру картины. Он находится в тёмной комнате с открытым окном (справа), за которым виден холмистый пейзаж. Герцог одет в чёрное, на нём низкая «монашеская» шапочка и плащ с серебряным шитьём. Статичная поза Гвидобальдо, нехарактерная для живописи эпохи Возрождения, была одной из причин того, что искусствоведы долго не признавали Рафаэля автором картины.